# Grand Theft Auto IV
Grand Theft Auto IV, ook wel afgekort naar GTA IV of GTA 4, is het elfde computerspel in de Grand Theft Auto-spellenreeks van Rockstar Games. Het spel maakt gebruik van een nieuwe engine (Rockstar Advanced Game Engine - RAGE) en is daarmee de eerste van de vierde generatie GTA-spellen. Het spel stond eerst gepland voor 16 oktober 2007 in de Verenigde Staten en Canada en 26 oktober in Europa, maar zijn later uitgesteld tot 29 april 2008 uitgekomen. Het spel is ontwikkeld voor zowel de PlayStation 3 als de Xbox 360. Tevens is GTA IV op 2 december 2008 in Noord-Amerika uitgekomen voor de pc en op 3 december 2008 in Europa
Het verhaal van Grand Theft Auto IV is geschreven door de mede-oprichter van Rockstar Games Dan Houser. Volgens producent Leslie Benzies werkten er in totaal ongeveer duizend man aan GTA IV.
De eerste promotiefilm van ongeveer een minuut verscheen eind maart 2007. Nadien verschenen nog vijf trailers, waarvan één promotiefilmpje voor de cover en nog een reclamespot. De laatste trailer kwam uit in april 2008.
Het spel speelt zich af in een vernieuwd Liberty City in het jaar 2008. Het spel is het eerste in de GTA-reeks met online-multiplayermogelijkheden sinds GTA2. Extra downloadbare opties zijn verkrijgbaar voor alle platformen onder de naam 'GTA IV: Episodes of Liberty City' .

## Verhaal
Niko Bellic, de protagonist, is een immigrant uit Oost-Europa van 30 jaar, die voor zijn komst in Liberty City mee gevochten heeft in de Balkanoorlog. Hij komt naar Liberty City om de American Dream te beleven. Niko is daartoe aangespoord door zijn neef Roman Bellic, die hem e-mails had gestuurd dat hij een prachtig leven had met onder andere ontelbare vrouwen, vele sportwagens en een prachtig grote villa. Echter daar aangekomen blijkt het allemaal een leugen te zijn en smeekt hij Niko om geld en hulp om zijn gokschulden af te betalen bij de Albanese maffia onder leiding van Dardan Petrela. In het eerste gedeelte van het spel krijgt Niko veel met Roman te maken, omdat dat de enige persoon is die hij dan kent. Roman heeft veel schulden door een slechtlopend taxibedrijf, gokken en heeft problemen met heel wat criminele organisaties. Hij heeft de hulp nodig van Niko, maar door diens gewelddadige aanpak komt hij alleen maar meer in de problemen.

### Roman Bellic
Roman Bellic is een personage in Grand Theft Auto IV. Roman is Niko's 31 jaar oude neef die vijftien jaar in Liberty city leefde, voordat Niko daar ook kwam wonen. Romans moeder is tijdens de Balkan-oorlog vermoord. Roman beweert tegen zijn familie dat hij twee vrouwen heeft, vier jacuzzi's en vijftien sportauto's, maar in de realiteit heeft hij maar een klein, smerig appartementje en een slechtlopend taxibedrijfje in Broker. Hij misleidt Niko om naar de stad te komen met deze leugen. Roman heeft veel schulden met verscheidene mensen in de stad, voornamelijk bij de Albanese maffia, door zijn gokverslaving. Toch is Roman optimistisch en beweert dat hij in het proces is om de "Amerikaanse Droom" te hebben. Hij arriveerde in Liberty City met niets, maar hij werkte en spaarde geld om een taxi te kopen. Wanneer hij genoeg geld had kocht hij de firma, waar hij voor een jaar leefde omdat hij nog aan het sparen was voor zijn appartement. Hij heeft een vriendin, Mallorie, waarmee hij uiteindelijk mee trouwt. Bij de op een na laatste missie in het spel wordt hij ook doodgeschoten, afhankelijk van de keuze die de speler daarvoor maakt.

### Bruce Kibbutz
Bruce "Brucie" Kibbutz fitnesst veel en gebruikt ook steroïden. Door het spel heen wordt hij goede vrienden met Niko Bellic.
Brucie heeft een garage op East Hook, Broker en heeft ook een website, Brucie's Executive Lifestyle genaamd. Behalve dat Brucie behoorlijk rijk is heeft hij ook een passie voor sportwagens. Brucie introduceert Niko ook aan het illegaal straatracen en geeft hem ook opdrachten om verschillende auto's voor hem te stelen. De stemacteur die Brucie heeft ingesproken is Timothy Adams.

### Dardan Petrela
Dardan Petrela is de leider van de Albanese maffia in Liberty City. Zijn voornaamste compagnons zijn landgenoten Bledar, Preston en Kalem. Dardan is een woekeraar die zich vooral richt op kwetsbare en weerloze immigranten. Een van hen is Roman Bellic, die de Albanezen geld schuldig is. Ondanks druk van de Russische gangster Vladimir Glebov om Roman met rust te laten, blijft Dardan hem lastigvallen.

## Rolverdeling
- Michael Hollick - Niko Bellic (stem)
- Jason Zumwalt - Roman Bellic (stem)
- Timothy Adams - Brucie Kibbutz (stem)
- Mario D'Leon - Luis Fernando Lopez (stem)
- Scott Hill - Johnny Klebitz (stem)
- Elena Hurst - Mallorie Bardas (stem)
- Rebecca Henderson - Karen Daniels alias Michelle (stem)
- Charleigh E. Parker - Elizabeta Torres (stem)
- Ryan Johnston - Patrick "Packie" McReary (stem)
- P.J. Sosko - Gerald "Gerry" McReary (stem)
- Thomas Lyons - Francis "Frankie" McReary (stem)
- George Feaster - Derrick McReary (stem)
- Doris Belack - Maureen McReary, moeder van de McReary's (stem)
- Mary Catherine Donnelly - Kate McReary (stem)
- Moti Margolin - Dimitri Rascalov (stem)
- Misja Koeznetsov - Vladimir "Vlad" Glebov (stem)
- Anthony Patellis - Jimmy Pegorino (stem)
- Coolie Ranx - Little Jacob (stem)
- Milton James - United Liberty Paper (stem)
- Vitali Baganov - Ray Bulgarin (stem)
- Frank Bonsangue - Phil Bell (stem)
- Joe Barbara - Ray Boccino (stem)

## Nieuwe mogelijkheden
Grand Theft Auto IV heeft een aantal nieuwe mogelijkheden ten opzichte van de voorgaande GTA-spellen. Omdat Grand Theft Auto IV op een compleet nieuwe engine draait is de gameplay meer veranderd en uitgebreid dan bij eerdere spellen zoals GTA: Vice City en GTA: San Andreas die beide gebruik maakten van een aangepaste GTA: III-engine.

### Algemeen
De protagonist, Niko, is in tegenstelling tot CJ, de hoofdrolspeler van San Andreas fysiek niet aanpasbaar. Zijn hoofd- en gezichtshaargroei kunnen niet worden aangepast, evenmin als zijn spier- of vetmassa, maar hij kan wel verschillende kledingstukken dragen. Rockstar zei dat dit is gedaan omdat Niko's bewegingen en uitdrukkingen "precies kloppen" en het dus lastig was om 'lichaamsaanpassingen te implementeren'.
Gezondheid is niet meer te zien aan de hand van cijfers of een horizontaal levensbalkje, maar als een cirkel om de kleine kaart in de HUD links onderin. Om weer op krachten te komen kan Niko, net als in GTA: San Andreas, iets eten of drinken, maar hij kan ook 911 bellen en vragen om een ambulance. Ze verzorgen Niko dan tegen betaling. Als Niko iemand moet vermoorden komt het aan op eigen inzicht, dit keer zijn er geen pijlen die het doel aanwijzen. Als Niko een moordopdracht krijgt dan wordt deze realistischer in beeld gebracht dan in de vorige GTA-delen. Mogelijkheden zijn onder andere iemand uit een raam laten vallen of te executeren.

### Gevechten
Het schieten op verschillende lichaamsdelen heeft daadwerkelijk een andere uitwerking. Als iemand bijvoorbeeld bovenaan een trap staat en hij wordt in zijn voet geschoten, dan zal hij voorover de trap af komen rollen. Voor het eerst is het ook mogelijk om dekking te zoeken. In plaats van rondrennen en in het wilde weg te schieten is het nu dus mogelijk om een doel gerichter te benaderen. De speler kan dekking zoeken achter alles wat van nut is. Wel is de dekking soms van korte duur, omdat bepaalde voorwerpen kapot kunnen worden geschoten.
De shootouts met de politie zijn verbeterd, zo is het zaak goed dekking te zoeken en vliegen er spullen in het rond als ze geraakt worden door kogels. Als de speler een vuurwapen op mensen richt houden deze op een meer realistische wijze hun handen omhoog en deinzen terug. Ook proberen ze soms weg te rennen om buiten schot te blijven. Als een bestuurder van een auto wordt neergeschoten, dan kan deze met zijn hoofd op het stuur vallen, waardoor de claxon afgaat. Ook is er een kans dat diegene met zijn voet op het gaspedaal valt, waardoor de auto onbeheerst wegrijdt en of tegen het stuur waardoor hij in het rond blijft rijden.

### Politie
Wanneer de politie Niko achtervolgt kan hij hen te slim af zijn door in een zijstraatje snel van auto te wisselen om er ongemerkt vandoor te gaan. Als de speler een wanted level heeft komt er een blauw-rood flitsende cirkel op de minimap, deze geven aan in hoeverre de politie de speler kan zien. Hoe hoger het 'wanted level' is, hoe groter deze cirkels zijn, hoe verder de speler van de cirkel gaat, hoe minder de politie naar de speler op zoek gaat. Als de speler opnieuw gespot wordt ontstaat er dan een nieuwe cirkel waar de speler op dat moment is.
Bij de tolpoortjes moet $5,- tolgeld worden betaald, doorrijden zonder betalen levert een wanted level op. Ook kan de speler gearresteerd worden voor dronken rijgedrag. Als de speler te voet door de politie wordt achternagezeten en een auto steelt, dan zal de politie ook snel een auto aanhouden en "in naam der wet" de auto gebruiken om de achtervolging te vervolgen. Ze zullen zich zelfs niet schamen om de achtervolging op een scooter voort te zetten. Wanneer de speler een wanted level van 3 sterren bereikt zal er een helikopter de speler vanuit de lucht in de gaten houden en patrouillerende agenten erop afsturen. Nog een hoger wanted level en er zullen de zwaargewapende manschappen van N.O.O.S.E. (National Office Of Security Enforcement, een parodie op het bekende S.W.A.T.; "noose" betekent "strop") bijgeroepen worden. Ook de FIB kan tevoorschijn komen.

### Voertuigen
Bij het stelen van een auto zal Niko eerst een poging doen tot het direct openen van de deur, waarna hij zich klaar zal maken de deur te forceren en te kijken of de kust veilig is, het glas met zijn elleboog inslaan, het intrappen met zijn voet, of wanneer een groot wapen getrokken is met de kolf. Daarna opent hij de deur, door aan de binnenkant het slot te openen. Dit duurt langer dan in de eerdere spellen, maar het voegt wel realisme toe.
De botsingen zijn realistischer, zo kan de carrosserie helemaal indeuken. Als een auto over de kop gaat en op het dak terechtkomt, knallen alle ruiten eruit. Een auto zal niet meer zo snel in brand vliegen en ontploffen, maar kan bijvoorbeeld dan niet meer starten. Als Niko met hoge snelheid met een voertuig tegen een obstakel botst, zal hij door de voorruit naar voren vliegen. Als Niko met een motor tegen een obstakel knalt zal hij van de motor gelanceerd worden.
Als Niko een politieauto steelt, kan de speler gebruikmaken van de politieradar en de politiecomputer. Dit kan gebruikt worden om criminelen op te sporen en om politiemissies te doen.

### Taxi's
Taxi's reageren op fluiten als Niko langs de kant van de straat staat. Als de speler een taxi aanhoudt, kan de speler op de kaart een willekeurig punt aanwijzen en daar zal de taxi heenrijden. De speler kan naar een snackbar gaan om iets te gaan eten en als de speler weinig health over heeft brengt de taxi de speler naar een ziekenhuis.
Als de speler in een taxi zit schakelt de camera over naar een first-person view, zodat de speler kan zien waar hij of zij rijdt. Er is ook de mogelijkheid om dit over te slaan en meteen op de bestemming aan te komen tegen extra kosten. Niko kan de taxichauffeur ook vertellen dat deze harder moet rijden. Het is mogelijk om te schieten vanuit de taxi, maar dan zal de chauffeur uitstappen en wegrennen. Als dit gebeurt voordat de speler aan het einde van zijn rit is, zal de speler niet hoeven te betalen, maar dan zullen taxi-eigenaars de speler herkennen en Niko niet meer toelaten in hun taxi. Ook als Niko een gezocht crimineel is, nemen taxi's hem niet mee. Na de missie 'Bleed Out' belt Niko's neef Roman bellc om te zeggen dat Niko als Romans neef hem op kan bellen voor een gratis taxirit, want Roman heeft een eigen taxibedrijf.
Dat kan tot de missie "Roman's Sorrow", en pas weer na de missie "A Long Way To Fall". Voor de missie "Roman's Sorrow" komt iemand de speler halen in een oude zwarte Albany Esperanto, maar na 'A Long Way To Fall" in een antracietgrijze Albany Cavalcade, die gebaseerd is op een Cadillac Escalade. Na de missie "Mr. and Mrs. Bellic (DEAL)" kan Roman geen gratis taxiritjes aanbieden, aangezien hij dan tijdens zijn bruiloft doodgeschoten wordt door een huurmoordenaar van Dimitri Rascalov, de aartsvijand van Niko. Of Roman dood wordt geschoten hangt af van welke 'richtingen' de speler kiest in het spel. Soms heeft men de keuze om een van de twee mensen te doden (in het geval van bijvoorbeeld Playboy X en Dwayne), of als men op het einde moet kiezen voor geld (in de gang van Dimitri komen) of Revenge (Dimitri doden). Als de speler voor Revenge kiest, zal Kate worden doodgeschoten en Roman blijven leven. Ook bestaan er gevallen waarin de speler ervoor kan kiezen een personage te doden of te laten leven, in het geval van bijvoorbeeld Darko Brevic.

### Metro
De metro (subway) in GTA IV is de meest realistische ooit. De metro is gebaseerd op de subway van New York en de bekende oude rijtuigen rijden ook in Liberty City rond. De metrolijnen kennen geen eindstations, maar zijn doorlopende ringlijnen die in twee richtingen worden bereden, waarbij elke rijrichting een apart lijnnummer heeft. Er zijn twee van deze ringlijnen. Beide rijden ze ondergronds door het centrum van de stad (de ene over de binnenring en de andere over de buitenring), daarnaast bedient elke lijn een van de andere eilanden van Liberty City, waar de metro over een viaduct rijdt. Er is één station (Easton), in het centrum van de stad, waar men kan overstappen tussen de twee metrolijnen. De metrostations zijn volledig toegankelijk en zijn voorzien van gedetailleerde bewegwijzering om de juiste lijn te kiezen. Niko kan in elke metrotrein stappen, wanneer deze halteert langs het perron, en vervolgens kan men de rit vanuit verschillende camerastandpunten bekijken. De speler kan op elk gewenst station de metro verlaten. Hierdoor is de metro een handig vervoermiddel voor de langere afstand, vooral bij een interinsulaire verplaatsing. Daarnaast speelt in enkele missies de metro een speciale rol. Tot slot is het ook nog mogelijk de metrotunnels te voet of met een auto of motor te verkennen. Het is echter niet mogelijk om zelf een metrotrein over te nemen.

### Communicatie
Met de mobiele telefoon kan de speler sms-berichten lezen, foto's maken en afspraken in de agenda bekijken/noteren. Als de speler een afspraak maakt via de mobiele telefoon dan komt deze automatisch in de agenda te staan. Niko kan meerdere afspraken tegelijk krijgen, die hij kan bekijken op de 'Organizer'-lijst in zijn telefoon.
Relaties spelen een belangrijke rol in het spel, ze bepalen met wie de speler samenwerkt of juist niet.
Alle nummers die de speler op de radio hoort kan hij of zij opvragen door te bellen naar ZiT. Deze zendt dan een sms waarin staat wie de artiest is en hoe het nummer heet.
Als de speler 911 belt, kan de speler hulpdiensten vragen die na enkele seconden ter plaatse zullen zijn. Als de speler zelf in een hulpdienstvoertuig zit zal de gewenste hulpdienst als versterking naar de speler toe komen, totdat ze door hebben dat de speler niet bij de echte hulpdienst hoort en dan komen ze achter de speler aan.
Bij sommige mensen die in het telefoonboek staan kan de speler meteen kiezen om ze te bellen of ze een baantje hebben of om een activiteit te doen zoals poolen en naar een stripclub gaan. De mobiele telefoon wordt ook gebruikt om cheats in te voeren, door zogenaamd te bellen naar het nummer van de cheat. Indien men het spel opslaat worden alle ingevoerde cheats automatisch opgeslagen in een speciaal menu in de telefoon. Sommige cheats verhinderen echter wel dat de speler bepaalde missies kan halen dus is het aan te raden een andere savegame aan te maken. Op de pc, PlayStation 3 en op de Xbox 360 opent men de telefoon met pijltje naar boven.

### Vallen uit een helikopter
Als de speler uit een helikopter valt, dan valt hij er niet meer kaarsrecht naar beneden uit. Men slingert eruit en tolt als het ware de rest van de vlucht tot de landing. Als de speler landt dan komt hij niet altijd hetzelfde neer als in de andere GTA-spellen: hij komt met een smak neer en dan stuitert het lichaam nog over de grond. De speler is dan al dood. De speler hoeft niet van erg hoog te springen om dood te vallen, maar als men boven een rivier of de zee springt, zal men het van grootst haalbare hoogte van de helikopter nog overleven en kan men direct verder zwemmen. Parachutes zijn niet meer aanwezig, al komt dit wel terug in de uitbreiding The Ballad of Gay Tony.

### Beweging op de straat
Het Officiële PlayStation Magazine OPM maakte voordat het spel uitkwam al enkele vernieuwingen bekend. Anders dan in de vorige spellen bevinden typische personages zich in een passende buurt en bedelaars rijden niet langer in dure sportwagens. Als het regent zullen er minder mensen op straat lopen dan wanneer het zonnig is. Paraplu's worden gedragen bij neerslag. Zo zijn er nog een hele reeks vernieuwingen die grondig werden uitgelegd in het OPM.
IGN heeft verteld dat ze een voetganger met boodschappen een tijdje hebben gevolgd of hij ook daadwerkelijk daarmee naar zijn huis ging, maar het bleek dat na een tijdje de man zich omdraaide en weer precies dezelfde route terugliep. Maar, merkten ze op, dit zit zo goed verborgen dat de voetgangers toch heel realistisch lijken.
Volgens Sam Houser keren er zo goed als geen personages van oudere GTA-spellen terug, onder andere omdat de meesten overleden zijn, maar voornamelijk omdat GTA IV niet meer in het "derde era" afspeelt, maar in het "vierde". De games GTA III tot en met GTA: San Andreas spelen wel in het derde era af en dus in dezelfde wereld, waar personages uit verschillende delen direct en indirect invloed op elkaars leven hebben.

## Soundtrack
Net zoals in de voorgaande GTA delen, heeft ook GTA IV een soundtrack die beluisterd kan worden wanneer de speler in een voertuig zit. Het betreft muziek uit een groot scala aan genres. Een aantal grote artiesten zijn te horen, waaronder Ruslana, Queen, David Bowie, Genesis, The Smashing Pumpkins, Thin Lizzy, Seryoga, Bob Marley, The Sisters of Mercy, The Who, Black Sabbath, Greenskeepers, LCD Soundsystem, Justice, Daddy Yankee, Simian Mobile Disco, Lil' Wayne, Kanye West, Busta Rhymes, Lloyd, R. Kelly, Fela Kuti, Femi Kuti, Philip Glass, Liquid Liquid, John Coltrane, Aphex Twin, The Boggs, Elton John, ZZ Top, R.E.M., Ne-Yo, Nas, Kino, Boys Noize, Agnostic Front, François Kevorkian en Barry White. De intromuziek van Grand Theft Auto IV is "Soviet Connection" van Michael Hunter.

## Multiplayer
Er zijn 15 multiplayer-spelmodi in GTA IV en de regels worden bepaald door de 'host of the match', onder andere de voertuigtypes, aanwezigheid/hoeveelheid van verkeer, aanwezigheid/hoeveelheid van voetgangers, aanwezigheid/hoeveelheid van politie, beschikbare wapens en het weer.
Per multiplayer kunnen maximaal 16 spelers meedoen. Niko is in deze modi niet beschikbaar, maar een online karakter (dat volledig aanpasbaar is) wel. De plattegrond in multiplayer-modus is hetzelfde als die in de single-player-modus.
De verschillende spelmodi zijn:
Team-modi
- Team Deathmatch (2-8 Teams) – Samenwerken in het wegwerken van andere teams en hier geld mee verdienen. Pak het geld op dat dode leden van het andere team hebben laten vallen, zo krijgt de speler geld. Het team met het meeste geld wint.
- Team Mafiya Work (2-8 Teams) – Jij bent lid van een team dat werk doet voor de maffia – denk hierbij aan het vervoer van maffialeden, prostituees en het stelen van auto’s. Werk samen als team om de opdrachten te voltooien, en verdien geld. Probeer ondertussen ook het werk van het andere team te dwarsbomen. Voor iedere opdracht die de speler vervult krijgt de speler geld – het team met het meeste geld wint.
- Team Car Jack City (2-8 Teams) – Door de stad heen staan verschillende auto’s geparkeerd (op de map in de HUD of in de Whiz kan de speler zien waar), die auto’s moet de speler met zijn team stelen en naar een drop-off punt brengen. Hoeveel geld de speler krijgt hangt af van de staat van de auto’s, hoe meer schade hoe minder geld. Uitzondering zijn de speciale auto’s (vol met drugs) waarbij het niet uitmaakt hoe veel schade ze hebben. De team moet elke auto stelen die de baas wil. Het team met het meeste geld wint.
- Cops 'N' Crooks (2 Teams) – In deze modus moet de speler de ‘Crooks’ veilig naar hun baas brengen, terwijl de politie achter de ‘Crooks’ aan zit. Deze modus heeft twee sub-modi: All for One en One for All.
  - 1. In All for One bestaat het ene team uit ‘Crooks’ en een baas, en het andere team bestaat uit politieagenten. Het politieteam wint door het doden van de baas en het andere team wint door de ‘Crooks’ veilig weg te brengen.
  - 2. One for All is vergelijkbaar, maar er is geen baas. Nu wint het politieteam door de ‘Crooks’ te doden. Het ‘Crooks’ team wint door het ophalen van andere leden van het team en deze veilig weg te brengen.
- Turf War (2 Teams) – De speler moet zo snel mogelijk langs alle basissen. Hoe meer spelers op een basis, hoe sneller deze kan worden overgenomen. Hoe meer basissen de speler overneemt, hoe meer geld de speler krijgt. Als het ene team in of rond de basis is, kan het andere team er niet bij – en moeten ze hun dus wegjagen. Het team met het meeste geld wint.

Samenwerkingsmodi
- Hangman's NOOSE (2-4 Spelers) – ‘Single player’ modus met ‘co-op play’. Maffiabaas Kenny Petrovic is illegaal Francis International Airport binnengevlogen door de politie om te kopen. De speler moet Petrovic in veiligheid brengen terwijl de speler achterna wordt gezeten door het ‘Liberty City Police Department's’ NOOSE (National Office of Security Enforcement) team.
- Bomb Da Base II (2-4 Spelers) - 'Single player' modus met 'co-op play'. Maffiabaas Kenny Petrovic geeft de speler de opdracht om een gepantserde bus vol met explosieven te stelen en het op een door een maffiafamilie bewaakt schip te plaatsen en het af te laten gaan.
- Deal Breaker (2-4 Spelers) - 'Single player' modus met 'co-op play'. Maffiabaas Kenny Petrovic geeft de speler de opdracht om een deal te voorkomen tussen bikers: "The Lost Outlaw Motorcycle Club" en de "Angels of Death Outlaw Motorcycle Club".

Competetieve modi
- Deathmatch (2-16 Spelers) – In deze modus moet het ene team het andere team doden. De arena is ingesloten in bepaalde delen van Liberty City. Het team dat over blijft wint.
- Mafiya Work (2-8 Spelers) – Werkend voor Kenny Petrovic via de Whiz, zal de speler tegen de andere spelers moeten spelen in een serie mini-missies.
- Car Jack City (2-8 Spelers) - Hetzelfde als Team Car Jack City, maar dan ieder voor zichzelf.
- Free Mode (1-16 Spelers) – In de modi zijn de spelers vrij om te doen wat ze willen.

Racemodi
- Race (1-16 Spelers) – Race naar via elk checkpoint naar de finish. Als de speler een verkeerde afslag neemt, kan de speler zijn voertuig terugzetten op de laatste checkpoint die al gepasseerd is. De speler kan het aantal rondjes en het voertuig type kiezen. Deze modus heeft twee sub-modi: Free Race en Cannonball Run.
  - 1. Free Race is een van a-naar-b race. Eerste bij de finish wint.
  - 2. Cannonball Run is een race waarin het erom gaat wie het snelst de meeste checkpoints heeft.
- GTA Race (1-16 Spelers) – De speler moet racen en vechten naar de checkpoints en de finish. De speler kan het voertuig verlaten tijdens de race.

## Locatie
GTA IV speelt zich af in Liberty City, een Noord-Amerikaanse stad gebaseerd op New York. In GTA IV is voor het eerst een zeer groot aantal gebouwen duidelijk gebaseerd op de gebouwen van New York. Het Liberty City uit GTA IV stelt dezelfde stad voor als het Liberty City van GTA III, maar die versie van Liberty City was niet specifiek gebaseerd op New York, het was een "willekeurige" Oostkust-stad.
Liberty City bestaat uit vier wijken, die lijken op vier van de vijf wijken uit New York, namelijk Algonquin (Manhattan), Bohan (The Bronx), Broker (Brooklyn) en Dukes (Queens). Daarnaast is er ook een gedeelte gebaseerd op New Jersey onder de naam Alderney. Liberty Island (waar het Vrijheidsbeeld zich bevindt) heet hier Happiness Island.
Liberty City heette oorspronkelijk New Rotterdam, een naam die was gebaseerd op New Amsterdam, de vroegere naam van New York.
In Liberty City zijn verschillende locaties en gebouwen uit New York terug te vinden, onder andere deze:
- Middle Park: in Algonquin, Liberty City's gelijkenis aan Central Park. In eerdere GTA-delen heette dit Belleville Park.
- Star Junction: in Algonquin, Liberty City's gelijkenis aan Times Square.
- GetaLife building: in Algonquin, LC's gelijkenis van het MetLife-gebouw
- WTF Center: in Algonquin, LC's gelijkenis aan het World Financial Center (twee gebouwen ontbreken weliswaar).
- Statue of Happiness (het Blijheidsbeeld): De lachende gelijkenis van "The Statue of Liberty" (het Vrijheidsbeeld).
- Rotterdam Tower: in Algonquin, gelijkend aan het Empire State Building
- Zirconium Building: in Algonquin, gelijkend op het Chrysler Building
- Pretpark gebaseerd op Coney Island met onder andere de achtbaan Screamer, spookhuis The Corpse Ride en het reuzenrad The Liberty Eye (Liberty City's gelijkenis aan The London Eye).
- Monoglobe: in Dukes, globe gebaseerd op de Unisphere in Brooklyn
- De Booth Tunnel, gebaseerd op de Lincoln Tunnel. Deze tunnel is vernoemd naar de moordenaar van Abraham Lincoln, John Wilkes Booth. De tunnel vormt de verbinding tussen Alderney City (gebaseerd op Jersey City) en Algonquin.
- Broker Bridge, gebaseerd op de beroemde Brooklyn Bridge.
- Algonquin Bridge, gebaseerd op de Manhattan Bridge

## Opspraak
Advocaat Jack Thompson uit Florida had veel kritiek op de komst van GTA IV. Volgens de advocaat, die eerder al kritiek leverde op de voorgaande GTA-spellen, bevatten de missies van GTA IV een op hem gebaseerd persoon. Thompson beweert dat hij in verschillende previews van het spel zag hoe Niko een advocaat moest ombrengen en vervolgens zei: "that the firm supports the second amendment and that "Guns don't kill people. Video games do." " Ondanks de overeenkomst die de advocaat met de uitgever Take-Two Interactive in april 2007 sloot, dat hij geen pogingen meer zou ondernemen om een spel van de uitgever tegen te houden, was dit genoeg reden om op 18 september een brief te schrijven naar Take Two waarin stond dat hij stappen zou gaan ondernemen tegen de komst van GTA IV. Volgens Take Two overtreedt Jack Thompson het eerste amendement: vrijheid van meningsuiting, wat voor Take Two reden genoeg was om hem voor de rechter te slepen. Volgens de geruchten deed Take Two dit vooral om te voorkomen dat Jack Thompson de release van Grand Theft Auto IV weer ging dwarsbomen.
Op 25 april 2008 werd bekend dat Jack Thompson een brief geschreven had naar de moeder van de Strauss Zelnick, chairman bij Rockstar Games, waarin hij haar een gevoel van schaamte probeert aan te praten omdat haar zoon een spel met geweld en porno had geproduceerd.
In Thailand raakte het spel ook in opspraak en werd verbannen nadat een 18-jarige jongen - naar eigen zeggen geïnspireerd door het spel - een taxichauffeur vermoordde.

## Ontvangst
| \| Recensiescore \| Recensiescore \| \| Recensieverzamelaar \| Score \| \| ------------------- \| -------------------------------------------------- \| \| GameRankings \| (PS3) 97,04%[16] (X360) 96,67%[17] (pc) 88,48%[18] \| \| Metacritic \| (PS3) 98/100[19] (X360) 98/100[20] (pc) 90/100[21] \| \| Publicist \| Score \| \| Gamer.nl \| (PS3/X360) 10/10[22] (pc) 10/10[23] \| \| Power Unlimited \| (PS3/X360) 100/100[24] (pc) 95/100[25] \| |                                        |
| Recensiescore |                                        |
| Recensieverzamelaar | Score                                  |
| GameRankings | (PS3) 97,04% (X360) 96,67% (pc) 88,48% |
| Metacritic | (PS3) 98/100 (X360) 98/100 (pc) 90/100 |
| Publicist | Score                                  |
| Gamer.nl | (PS3/X360) 10/10 (pc) 10/10            |
| Power Unlimited | (PS3/X360) 100/100 (pc) 95/100         |

## Verkoop

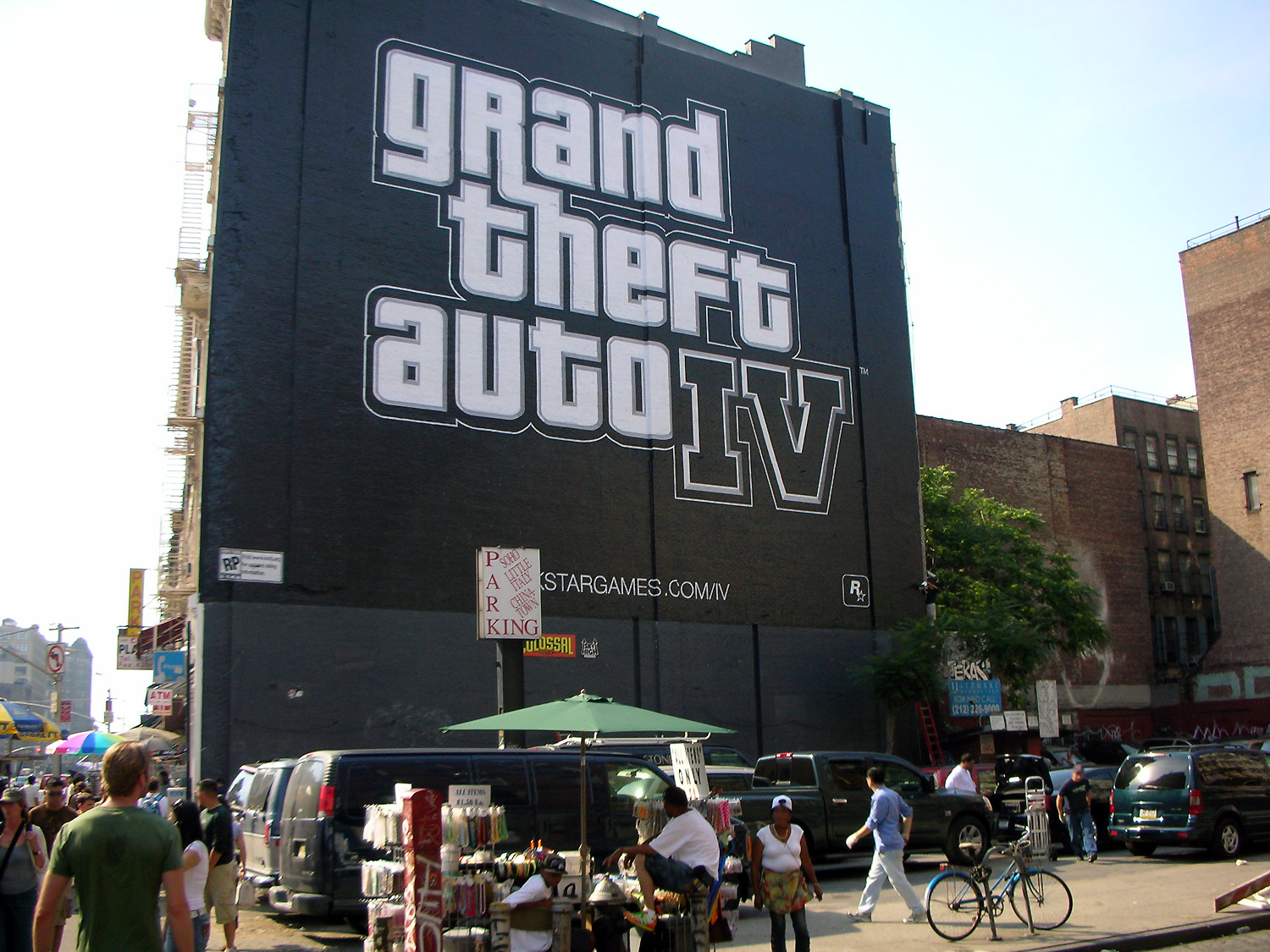
Reclame voor GTA IV in New York

Op 7 mei 2008 kwam Take-Two Interactive met het eerste persbericht over de wereldwijde verkoopcijfers van GTA IV. Take-Two maakte bekend dat op de dag van uitgave het spel 3,6 miljoen keer over de toonbank is gegaan en in de eerste week zes miljoen keer is verkocht, wat Take-Two alleen voor de eerste week al een omzet van 500 miljoen dollar opleverde. Hiermee verbrak GTA IV alle records en overtroefde het spel Halo 3, dat tot nog toe op de eerste plaats stond, en kreeg een plek in het Guinness Book of Records. Op de dag van uitgave stonden 's nachts al lange rijen voor de winkels en kwam het spel veelvuldig in het nieuws. Tevens stegen met het uitkomen van GTA IV gelijk ook de verkoopcijfers (twee keer zoveel) van de PlayStation 3 in de Benelux. In 2008 werden er uiteindelijk 7.29 miljoen exemplaren van het spel verkocht, en belandde in de top vijf van wereldwijd best verkochte games.

## Pc-versie
Op 2 december 2008 kwam in Noord-Amerika een pc-versie van GTA IV uit, Europa volgde op 3 december. Het spel is qua inhoud hetzelfde als op de PlayStation 3 en Xbox 360, maar het beeld is wat beter dan de Xbox- en PlayStation-versie.
Voor de speler is het ook mogelijk om de Xbox 360-controller te gebruiken.
Met de pc-versie is het mogelijk clipjes van dertig seconden op te nemen en deze te bewerken en aan elkaar te plakken met de 'replay editor'. De filmpjes die de speler maakt, kunnen (mits hij is aangemeld) geüpload worden naar een website. Als de speler niet ingelogd is, kan hij niet zijn eigen filmpjes beheren maar wel die van anderen zien.
Er wordt gebruikgemaakt van een volledig instelbaar graphicsmenu (gemaakt door Rockstar Toronto). De texturekwaliteit kan op hoog, gemiddeld of laag worden ingesteld en de schaduw kan aan of uit worden gezet. Texturefilter-kwaliteit, reflectieresolutie en waterkwaliteit kunnen worden ingesteld op laag, gemiddeld, hoog en zeer hoog. Tekenafstand, detailafstand, dichtheid van de schaduw, lichtafstand en de verkeersdichtheid kunnen ingesteld worden van 1 tot 100. Net als in eerdere delen is het mogelijk om zelfgekozen mp3-bestanden in het spel te horen, die te beluisteren zijn op radiostation Independence FM.

## Nieuwe campagne
In het derdekwartaalverslag van Take-Two op 5 september 2008 meldde CEO Ben Feder  dat Rockstar plannen had voor een Christmas push voor GTA IV.

## Trivia
- Het spel is opgenomen in het boek 1001 Video Games You Must Play Before You Die van Tony Mott.